# Vrede van Praag (1635)
De Vrede van Praag 30 mei 1635 was een verdrag tussen keizer Ferdinand II van het Heilige Roomse Rijk en het merendeel van de protestantse staten van het Rijk, na de door de keizer gewonnen Slag bij Nördlingen. Dit verdrag beoogde een eind te maken aan de strijd tussen Duitse staten onderling die deel uitmaakte van de Dertigjarige Oorlog (1618-1648). Dit verdrag was de directe aanleiding dat Frankrijk, onder leiding van Kardinaal de Richelieu, besloot de Zweedse deelname aan de oorlog te steunen.
Tien weken na de Slag bij Nördlingen sloot de Saksische keurvorst Johann Georg I een voorlopige vrede met keizer Ferdinand in Pirna. Saksen mocht het grondgebied van Lausitz en Maagdenburg behouden. Op 30 mei werd een definitieve vrede gesloten in Praag, waar de meeste Duitse vorsten zich bij aansloten.
De religieuze verdeling van het Rijk werd voor 40 jaar 'bevroren' op de situatie van 1627. Alle kerkelijke gebieden die de protestantse vorsten hadden verworven tussen 1552 en 1627 konden ze behouden. Zo werd het Restitutie-edict van 1629 de facto ingetrokken. Verder kregen de meeste protestantse edelen amnestie.
In ruil kreeg Ferdinand een samenwerking met lutherse vorsten in de strijd tegen de Zweedse inval en de verwachte Franse inval. Er werd bepaald dat de Duitse vorsten geen allianties met elkaar of met buitenlandse vorsten mochten sluiten. Verder konden de legers van de Duitse vorsten bijeengebracht worden om een invasie van een vreemde mogendheid tegen te gaan.
Na dit verdrag had de Dertigjarige Oorlog niet meer het karakter van een godsdienstoorlog, maar was het een strijd in en om Duitsland aangevoerd door buitenlandse mogendheden als Zweden, Frankrijk, Spanje en de Nederlanden.